# وليام كوليدج
وليام د. كوليدج (بالإنجليزية: William D. Coolidge) هو فيزيائي ومخترع وكيميائي وأستاذ جامعي أمريكي، ولد في 23 أكتوبر 1873 في هودسون في الولايات المتحدة، وتوفي في 3 فبراير 1975 في سكنيكتادي في الولايات المتحدة.

## وصلات خارجية
- ويليام د. كوليدغ على موقع الموسوعة البريطانية (الإنجليزية)
- ويليام د. كوليدغ على موقع مونزينجر (الألمانية)
- ويليام د. كوليدغ على موقع إن إن دي بي (الإنجليزية)